# هوجو توکیماسا
هوجو توکیماسا ((به ژاپنی: 北条時政 Hōjō Tokimasa); ۱ ژانویهٔ ۱۱۳۸ – ۱۳ فوریهٔ ۱۲۱۵) سیاستمدار، و نخستین شیکّن در شوگون‌سالاری کاماکورا و پدر دومین شیکّن هوجو یوشیتوکی و همچنین هوجو ماساکو و هوجو توکیکو اهل ژاپن بود.
گفته می‌شود که خاندان هوجو از نسل خاندان تایرا هستند. خاندان هوجو خود را در بخش شمالی ولایت ایزو، که در شرق و بسیار دور از مرکز قدرت در کیوتو قرار داشت، مستقر کردند.

## تبارشناسی
والدین
- پدر: هوجو توکیکاتا
- مادر: دختر تومو نو تامفوسا

"همسرها و فرزندان:
- همسر: دختر ایتو سوکه‌چیکا
  - پسر: هوجو مونه‌توکی (مرگ ۱۱۸۰)

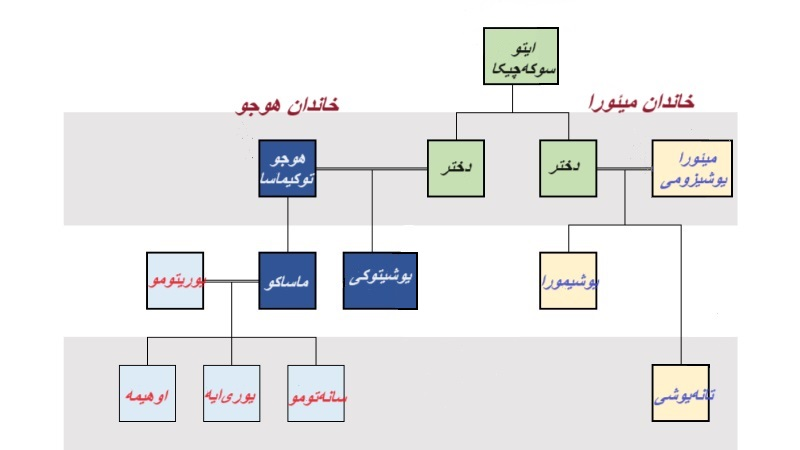
شجره‌نامه خاندان هوجو

  - دختر: آوا نو تسوبونه (مرگ ۱۲۲۷)، ازدواج با آنو زنجو، برادر بزرگتر میناموتو نو یوشی‌تسونه
  - پسر: هوجو یوشیتوکی (۱۱۶۳–۱۲۲۴)
- همسر: ماکی نو کاتا
  - پسر: هوجو ماسانوری (۱۱۸۹–۱۲۰۴)
  - دختر: نخست با هیراگا توماسا و بعداً با فوجیوارا نو کونیمیچی ازدواج کرد.
  - دختر: ازدواج با ایناگه شیگه‌ناری
  - دختر: ازدواج با اوتسونومیا یوریتسونا
  - دختر: با بومون تاداکیو ازدواج کرد
- همسر: فرزندان از زنان ناشناس
  - پسر: هوجو توکیفوسا (مرگ ۱۱۷۵–۱۲۴۰)
  - دختر: هوجو ماساکو (؛ ۱۱۵۷–۱۲۲۵)، ازدواج با میناموتو نو یوریتومو
  - دختر: هوجو توکیکو (متوفی ۱۱۹۶)، دختری هم مادر با ماساکو، ازدواج با آشیکاگا یوشیکانه
  - دختر: ازدواج با هاتاکه‌یاما شیگه‌تادا و بعداً با آشیکاگا یوشیزومی
  - دختر (متوفی ۱۲۱۶): ازدواج با شیگنوی ساننوبو
  - دختر: ازدواج با کاوانو میچینوبو
  - دختر: ازدواج با اوکا توکیچیکا